# 布罗肯山麓上哈茨
布罗肯山麓上哈茨（德語：Oberharz am Brocken，發音：[ˌoːbɐhaːɐ̯ts ʔam ˈbʁɔkn̩]）是德国萨克森-安哈尔特州哈茨县的城市，面积271.52平方千米，2023年12月31日人口为9,676人。
该市镇于2010年1月1日由市镇本讷肯施泰因、埃尔宾格罗德、埃伦德、哈瑟尔费尔德、索尔格、施蒂格和坦讷合并而成，得名于上哈茨山和布罗肯峰。